# Puente de la Unidad
A Puente de la Unidad (spanyol nevének jelentése: az egység hídja) egy ferdekábeles híd a mexikói Monterrey és San Pedro Garza García között.

## Története
Tervezését 2001 októberében kezdték el, építése 2003 szeptemberében fejeződött be. A munkálatokban 20 mérnök vett részt, és átlagosan 300 munkás dolgozott. Az építés során komolyabb baleset nem történt. 2004-ben az építmény elnyerte a Mérnöki Vállalkozások Amerikai Tanácsának (ACEC) kiválósági nagydíját mérnöki tervezés kategóriában, valamint az Instituto de Postensado díját a hidak kategóriájában.

## Leírás
Az egyetlen, a vízszintessel 60°-os szöget bezáró, 150 méter magas, betonból épült kábeltartó pilonnal rendelkező, emiatt aszimmetrikus híd a monterreyi agglomeráció belsejében található, Monterrey déli és San Pedro Garza García északi részét közi össze a Santa Catarina folyó fölött átívelve. Hossza 304 méter, szélessége 24 és 33 méter között változik. Kétszer két közúti sávja mellett egy gyalogosforgalom számára megnyitott járdával is rendelkezik, a pilon mellett pedig fel- és lehajtósávok teszik szélesebbé. A pilont hárfaszerű elrendezésben 13–13 darab, egymástól körülbelül 8 méter távolságra levő kábel köti össze a hídtesttel. A kábeleket galvanizált acélból készült szálakból fonták, a korrózióvédelem érdekében pedig műanyaggal is bevonták. A hídpályát acélból készült keresztgerendák és betonból készült hosszanti gerendák tartják. A pilonba be is lehet menni: a 4. és 6. szintje között egy „Nap” nevű, kerek nyílással rendelkező kilátó található, a tetején pedig egy hasonló, de kisebb másik.

## Képek

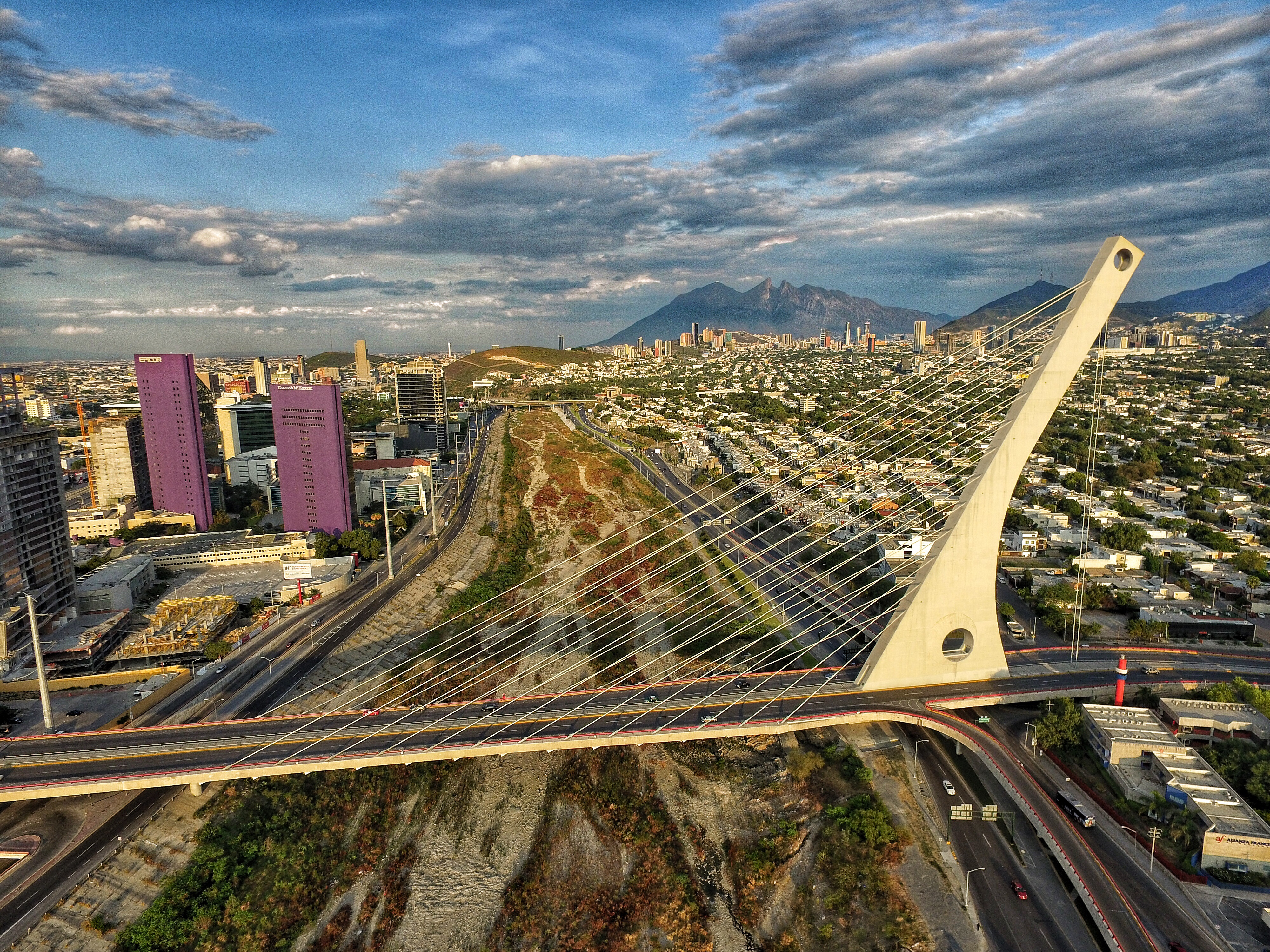
A híd és környezete
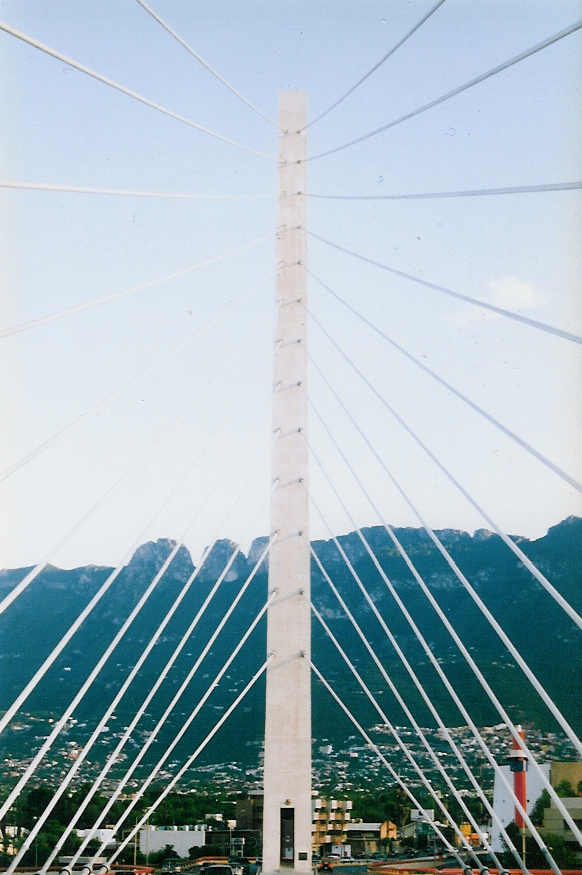
Kábelek
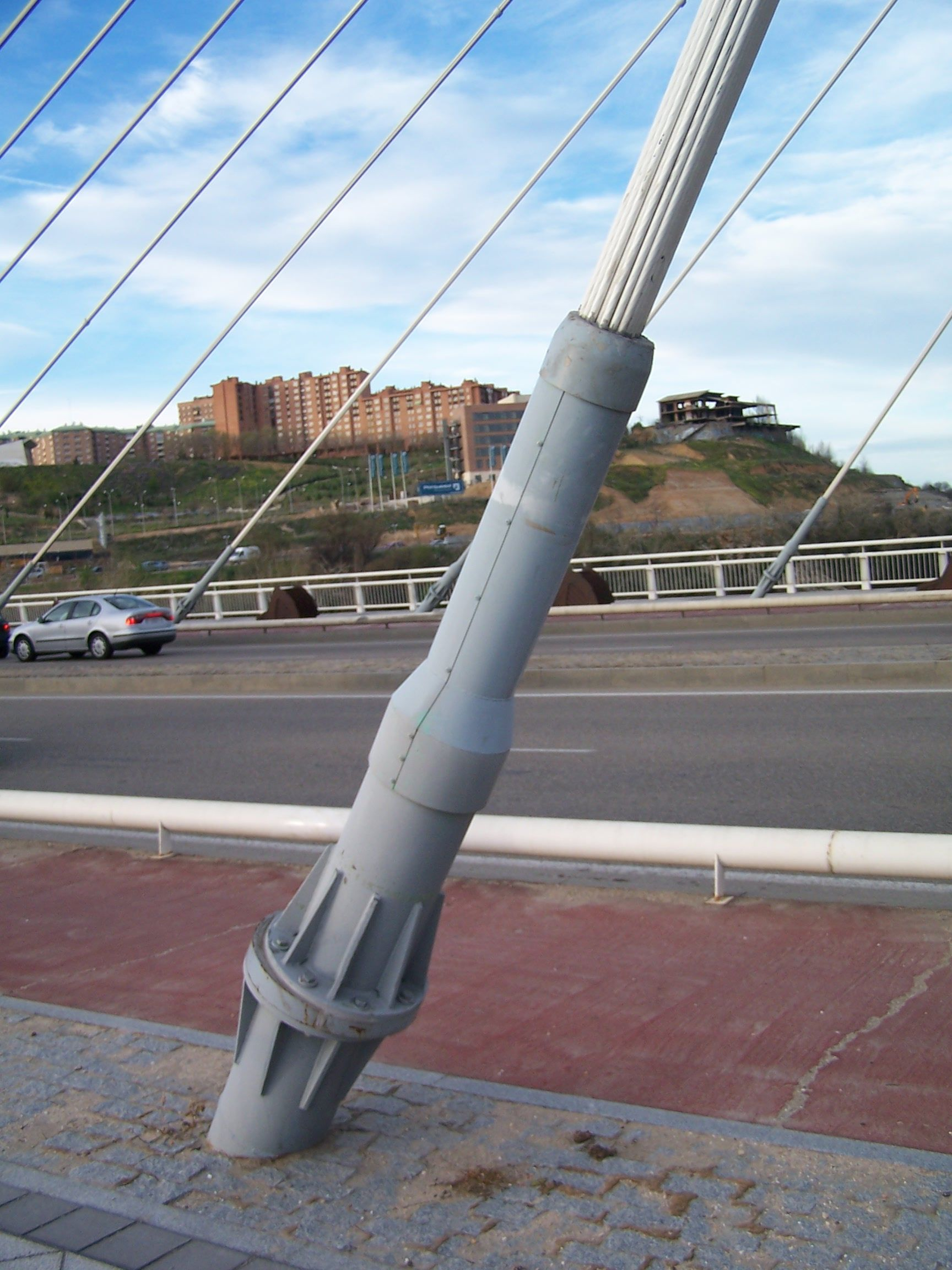
Részlet
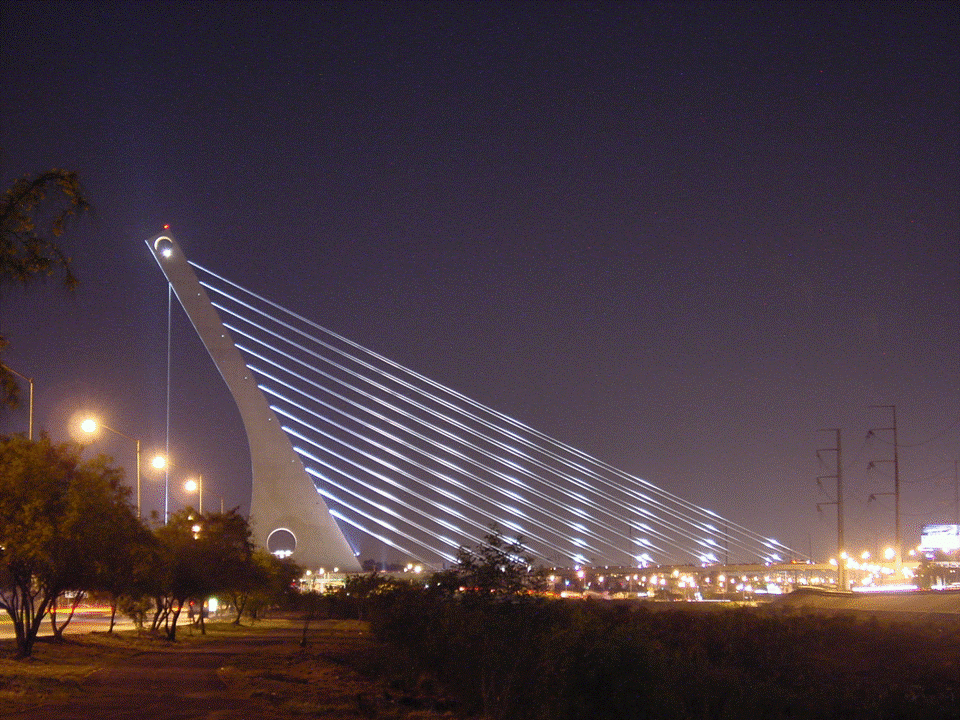
Éjjel